# Kuvajtské letectvo
Kuvajtské letectvo (arabsky القوات الجوية الكويتية‎) je vojenské letectvo ozbrojených sil emirátu Kuvajt. Vzniklo roku 1953.

## Historie
Počátky letectva v Kuvajtu se datují do roku 1953 kdy byl šejkem Abdullem Al-Mubarakem al Sabahem, tehdy vrchním velitelem policejních a bezpečnostních sil, založen aeroklub vybavený devíti letouny Auster J-5 různých variant a dvěma de Havilland D.H.104 Dove. S výstavbou vlastního vojenského letectva Kuvajt započal v roce 1961, po skončení britského protektorátu, když došlo k nákupu prvních vojenských letadel, šesti proudových cvičných letounů Jet Provost T.51, dodávaných od roku 1962, a tří vrtulníků Westland Whirlwind. Ve svých počátcích Kuvajtské letectvo úzce spolupracovalo s britským Royal Air Force, které mu poskytovalo technickou podporu a zajišťovalo výcvik pilotů i pozemního personálu, a poskytlo počáteční kádr leteckého personálu, do doby než bude vycvičen dostatek kuvajtských letců.
Vzhledem k napjatým vztahům se sousedním Irákem, který si od roku 1961 kuvajtské území nárokoval jako svou devatenáctou provincii, bylo v roce 1965 přikročeno i k získání prvních bojových letounů, stíhacích bombardérů Hawker Hunter, šesti v jednomístné verzi FGA.57 a pěti dvoumístných cvičně-bojových T.67, pocházejících z výzbroje letectev Belgie a Nizozemska. Dvoumístné Huntery v Kuvajtu sloužily jako cvičné až do roku 1980.
V roce 1965 došlo k nákupu dvojice transportních letounů DHC-4 Caribou.

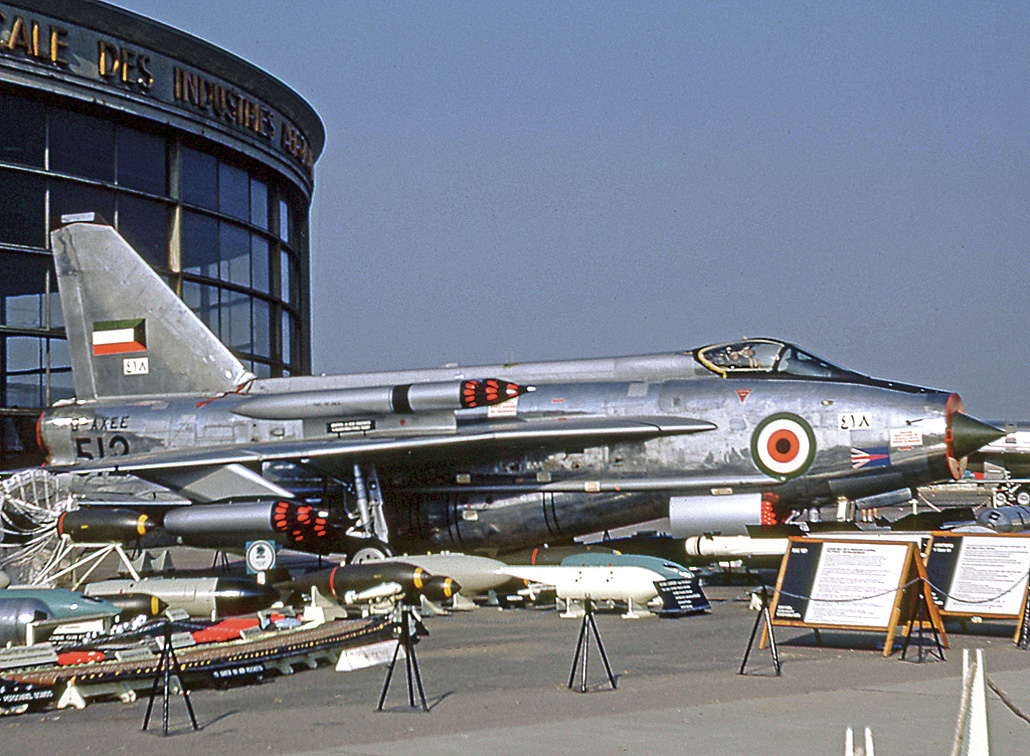
Lightning F.53K vystavený na Pařížském aerosalonu 1969, krátce před dodáním do Kuvajtu.

Početní stav letectva dále vzrostl v letech 1968, kdy bylo získáno osm vrtulníků Agusta Bell AB.205 a dva AB.206, 1969 v němž byly zakoupeny nadzvukové stíhací English Electric Lightning, dvanáct v jednomístném provedení Lightning F.53 a dva dvoumístné Lightning T.55, a jeden transportní letoun Argosy C Mk.1, a 1970, kdy bylo zakoupeno dvanáct lehkých bitevníků BAC Strikemaster Mk.83, které po vyřazení Jet Provostů v roce 1971 současně působily i v roli cvičných letounů.
V roce 1971 bylo zakoupeno také osm transportních strojů Lockheed L-100-20 Hercules, civilní varianty letounu C-130 Hercules s prodlouženým trupem. 
V 70. letech, kdy opět vzrostlo napětí ve vztazích Kuvajtu s Irákem, došlo k modernizaci kuvajtského letového parku, když bylo v roce 1974 objednáno 30 kusů útočného Douglasu A-4KU Skyhawk, 6 dvoumístných TA-4KU a 20 stíhaček Dassault Mirage F1, které od roku 1976 začaly nahrazovat typ English Electric Lightning, který se v kuvajtských podmínkách ukázal jako příliš náročný na pilotáž i údržbu. Objednávka typu Mirage F1 byla později rozšířena o dalších 13 kusů, částečně kvůli nahrazení letounů ztracených při nehodách, a celá zakázka pak zahrnovala celkem 27 jednomístných Mirage F1 CK1/CK2 a 6 dvoumístných strojů BK1/BK2.
V roce 1974 došlo k zesílení vrtulníkové výzbroje, zakoupením 24 průzkumných SA.342L Gazelle a 12 víceúčelových transportních SA.330H Puma. V roce 1977 byly vyřazeny vrtulníky typů AB.205 a AB.206, ale dálkové dopravní kapacity byly navýšeny dvěma transportními stroji McDonnell Douglas C-9B, odvozeniny civilního typu McDonnell Douglas DC-9.
K dalšímu posílení kuvajtských vzdušných sil došlo v roce 1985, nákupem šesti vrtulníků AS332 Super Puma a dvanácti cvičných letounů BAE Hawk Mk.64, využitelných i jako lehké bojové, které v obou těchto rolích nahradily BAC Strikemaster.

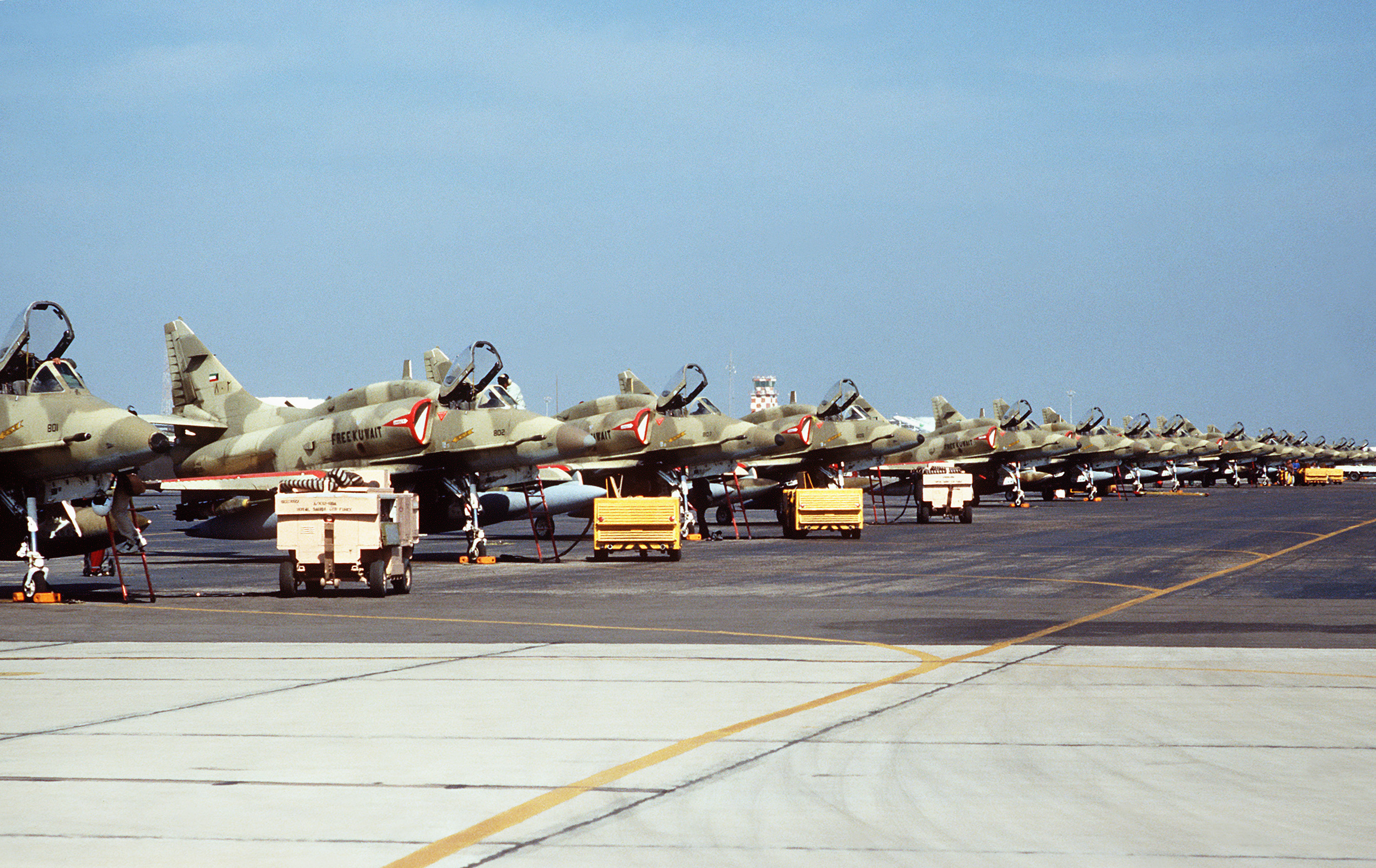
Kuvajtské A-4KU Skyhawk v době války v Zálivu.

V srpnu 1990 došlo k napadení a okupaci Kuvajtu Irákem, ale části kuvajtských letců se podařilo uletět do sousedních zemí, zejména Saúdské Arábie a Bahrajnu. Jednalo se zejména o 17 letounů A-4KU Skyhawk, 12 Mirage F1, cvičné BAE Hawk a část vrtulníků. Během operace Pouštní bouře se pak kuvajtští letci po boku koaličních ozbrojených sil podíleli na osvobození země. 
Po skončení války v Zálivu došlo k obnovení letectva na kuvajtské půdě, a v říjnu 1991 započaly dodávky víceúčelových F/A-18C/D Hornet, objednaných v počtu 40 kusů již v září 1988. Dokončení dodávky v září roku 1993 umožnilo vyřadit zbývající letouny A-4KU Skyhawk a Mirage F1.

## Organizace
Tabulka zachycuje složení a organizaci kuvajtských leteckých jednotek v roce 2017.
| Základna                                 | Jednotky          | Vybavení                                     | Určení                                                     | Poznámky |
| ---------------------------------------- | ----------------- | -------------------------------------------- | ---------------------------------------------------------- | --- |
| Základna Abdulláha al-Mubaraka al-Salíma | 41. peruť         | C-17A Globemaster III/KC-130J Super Hercules | peruť pro vzdušný transport/tankování paliva za letu       | Základna sdílí vzletové a přistávací dráhy s mezinárodním letištěm Kuvajt, a je současně sídlem velitelství letectva. |
| Základna Abdulláha al-Mubaraka al-Salíma | 91. peruť         | Sikorsky S-92A                               | transport VIP                                              | Základna sdílí vzletové a přistávací dráhy s mezinárodním letištěm Kuvajt, a je současně sídlem velitelství letectva. |
| Základna Salíma Alího al-Sabaha          |                   |                                              |                                                            | |
| 12. peruť                                | Hawk Mk.64        | cvičná peruť                                 | Na základně sídlí i Letecká akademie Kuvajtského letectva. | |
| 17. peruť                                | AH-64D Apache     | peruť bitevních vrtulníků                    | Na základně sídlí i Letecká akademie Kuvajtského letectva. | |
| 19. peruť                                | Tucano Mk.52      | peruť základního výcviku                     | Na základně sídlí i Letecká akademie Kuvajtského letectva. | |
| 20. peruť                                | AH-64D Apache     | peruť bitevních vrtulníků                    | Na základně sídlí i Letecká akademie Kuvajtského letectva. | |
| 32. peruť                                | SA 330L Puma      | vrtulníková transportní peruť                | Na základně sídlí i Letecká akademie Kuvajtského letectva. | |
| 33. peruť                                | SA 342 Gazelle    | peruť ozbrojených průzkumných vrtulníků      | Na základně sídlí i Letecká akademie Kuvajtského letectva. | |
| 62. peruť                                | AS 332 Super Puma | vrtulníková transportní peruť                | Na základně sídlí i Letecká akademie Kuvajtského letectva. | |
| Základna Ahmeda al Džabera               |                   |                                              | Na základně sídlí i Letecká akademie Kuvajtského letectva. | |
| 9. peruť                                 | F/A-18C/D Hornet  | peruť víceúčelových bojových letounů         |                                                            | |
| 25. peruť                                | F/A-18C/D Hornet  | peruť víceúčelových bojových letounů         |                                                            | |
| 61.peruť                                 | F/A-18C/D Hornet  | operačně-výcviková jednotka                  |                                                            | |

## Přehled letecké techniky
Tabulka obsahuje přehled letecké techniky Kuvajtského letectva podle Flightglobal.com.
| Název                                 | Fotografie     | Původ                       | Určení                                              | Verze           | Ve službě      | Poznámky                                                                                         |                |
| Bojové letouny                        | Bojové letouny | Bojové letouny              | Bojové letouny                                      | Bojové letouny  | Bojové letouny | Bojové letouny                                                                                   | Bojové letouny |
| ------------------------------------- | -------------- | --------------------------- | --------------------------------------------------- | --------------- | -------------- | ------------------------------------------------------------------------------------------------ | -------------- |
| McDonnell Douglas F/A-18 Hornet       |                | USA                         | víceúčelový stíhací letoundvoumístný stíhací letoun | KAF-18C KAF-18D | 27 7           | Je plánována náhrada 32 F/A-18E a 8 F/A-18F.                                                     |                |
| Eurofighter Typhoon                   |                | Evropská unie               | víceúčelový stíhací letoun                          | Tranche 3A      | –              | Objednáno 22 jednomístných a 6 dvoumístných kusů.                                                |                |
| Dopravní a transportní letouny        |                |                             |                                                     |                 |                |                                                                                                  |                |
| Boeing C-17 Globemaster III           |                | USA                         | těžký transportní letoun                            | C-17A           | 2              |                                                                                                  |                |
| Lockheed L-100 Hercules               |                | USA                         | taktický transportní letoun                         | L-100-30        | 3              |                                                                                                  |                |
| Speciální letouny                     |                |                             |                                                     |                 |                |                                                                                                  |                |
| Lockheed Martin C-130J Super Hercules |                | USA                         | letoun pro transport a tankování paliva za letu     | KC-130J         | 3              | Objednáno dalších 5 kusů.                                                                        |                |
| Vrtulníky                             |                |                             |                                                     |                 |                |                                                                                                  |                |
| Boeing AH-64 Apache                   |                | USA                         | bitevní vrtulník                                    | AH-64D          | 16             | Čtyři kusy jsou umístěny na základně US Army Fort Hood, kde slouží k výcviku kuvajtských pilotů. |                |
| Eurocopter AS332 Super Puma           |                | Francie                     | transportní/užitkový vrtulník                       |                 | 4              |                                                                                                  |                |
| Aérospatiale SA 330 Puma              |                | Francie                     | transportní/užitkový vrtulník                       |                 | 6              |                                                                                                  |                |
| SA342 Gazelle                         |                | Francie                     | protitankový a průzkumný vrtulník                   |                 | 14             |                                                                                                  |                |
| Eurocopter EC 725                     |                | Francie                     | transportní/užitkový vrtulník                       | H225M           | –              | Objednáno 24 kusů                                                                                |                |
| Sikorsky S-92                         |                | USA                         | vrtulník pro dopravu VIP                            |                 | 2              |                                                                                                  |                |
| Cvičná letadla                        |                |                             |                                                     |                 |                |                                                                                                  |                |
| BAE Hawk                              |                | Spojené království          | cvičný letoun                                       | Hawk Mk.64      | 10             |                                                                                                  |                |
| Short Tucano                          |                | Brazílie Spojené království | cvičný letoun                                       | Tucano Mk.52    | 12             |                                                                                                  |                |

## Galerie

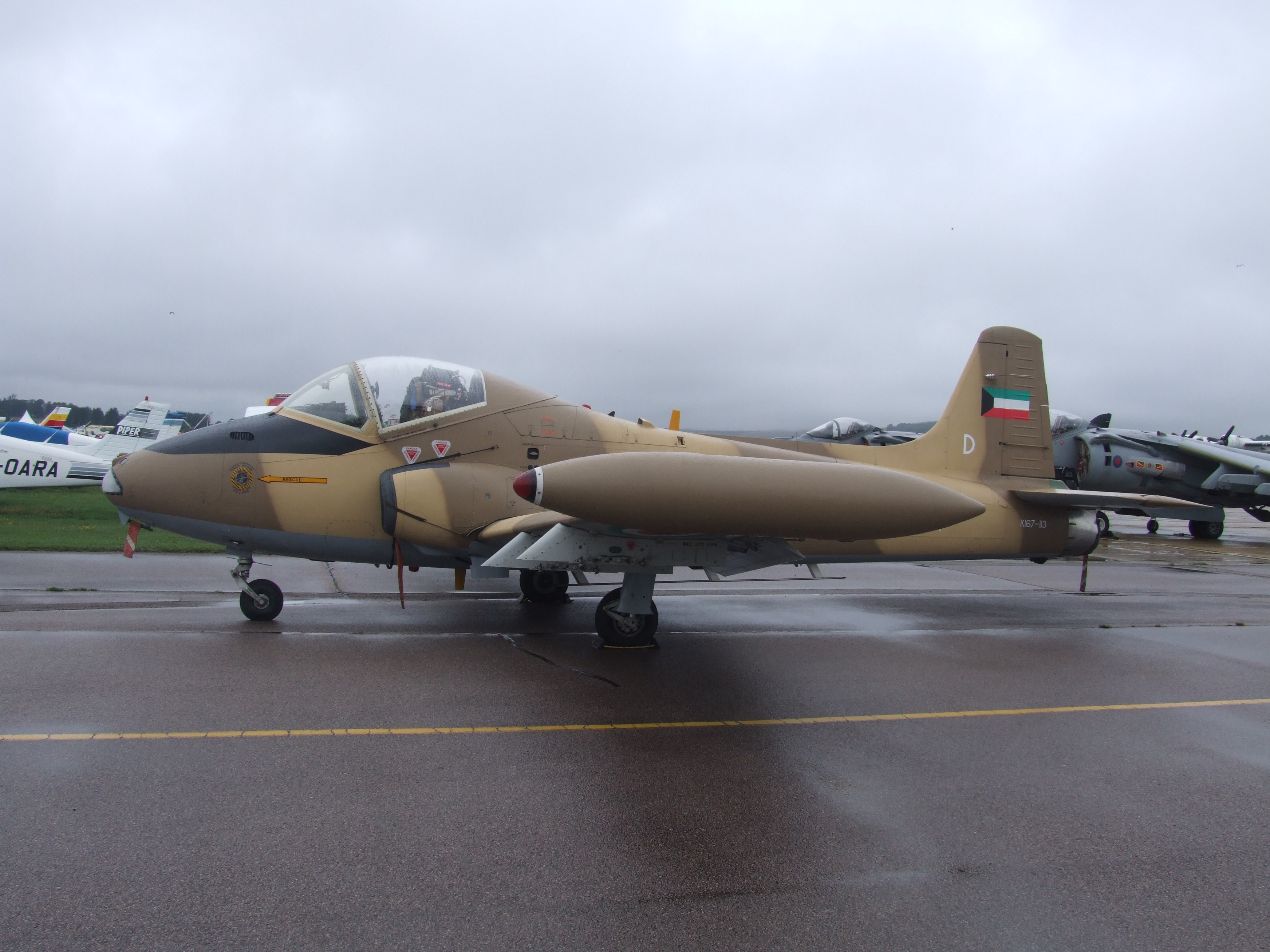
BAC Strikemaster v kuvajtských barvách.
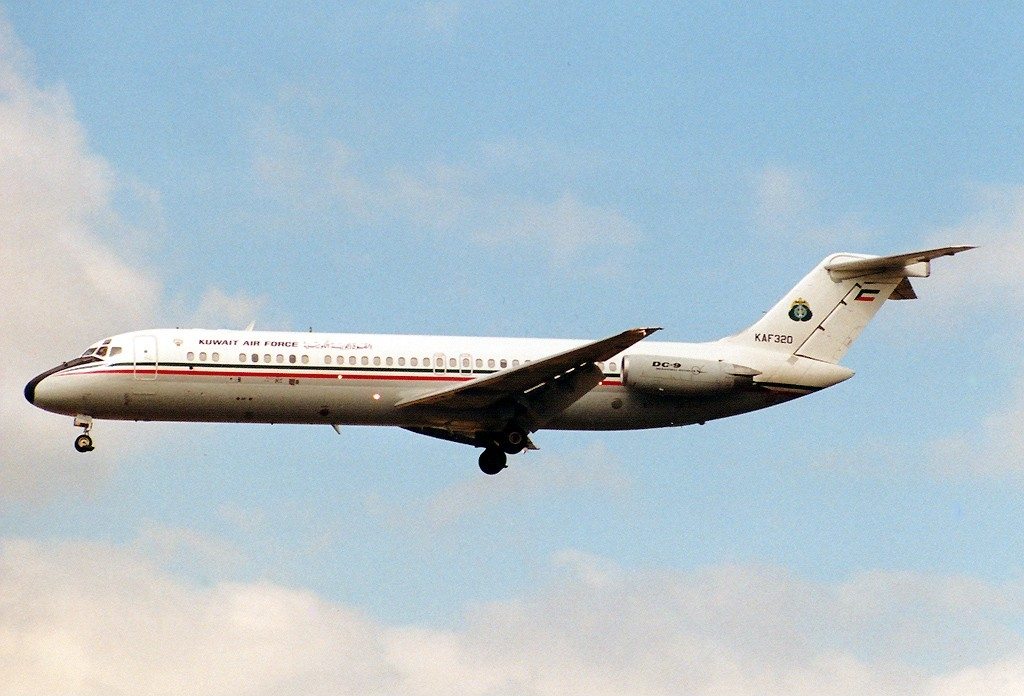
Kuvajtský DC-9 v roce 1990.
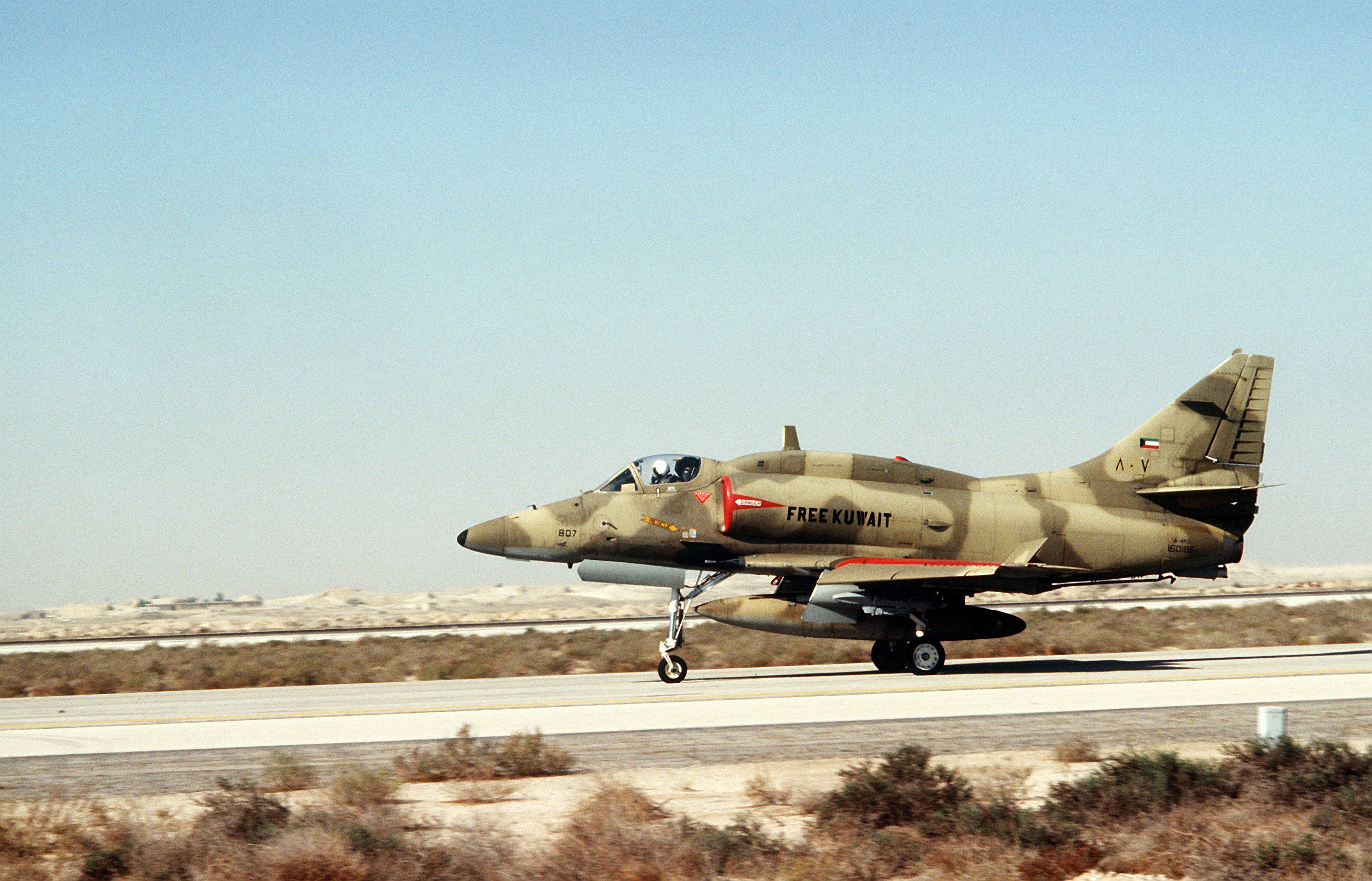
Kuvajtský A-4KU v době války v Zálivu.
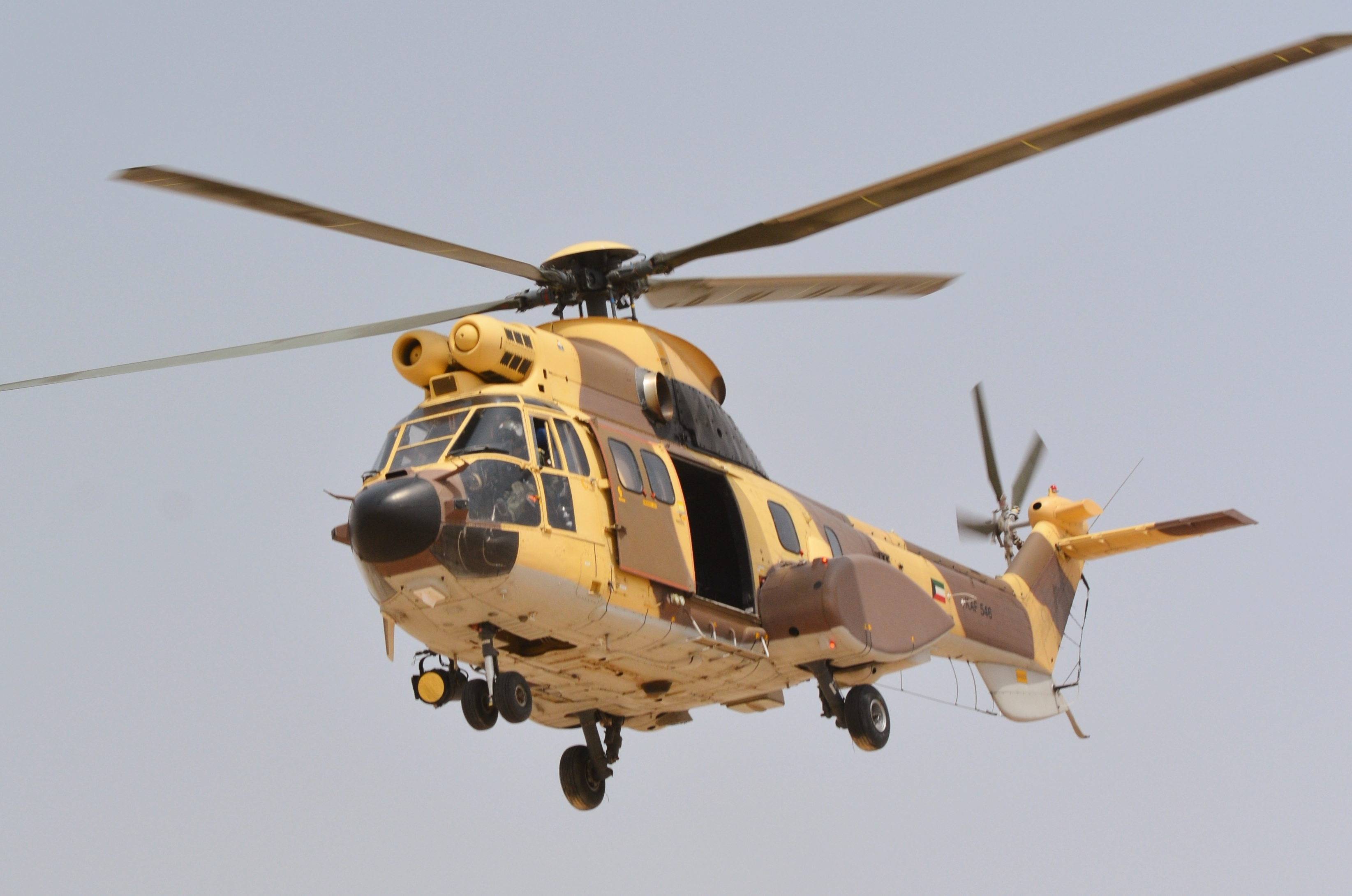
AS 332 Super Puma.
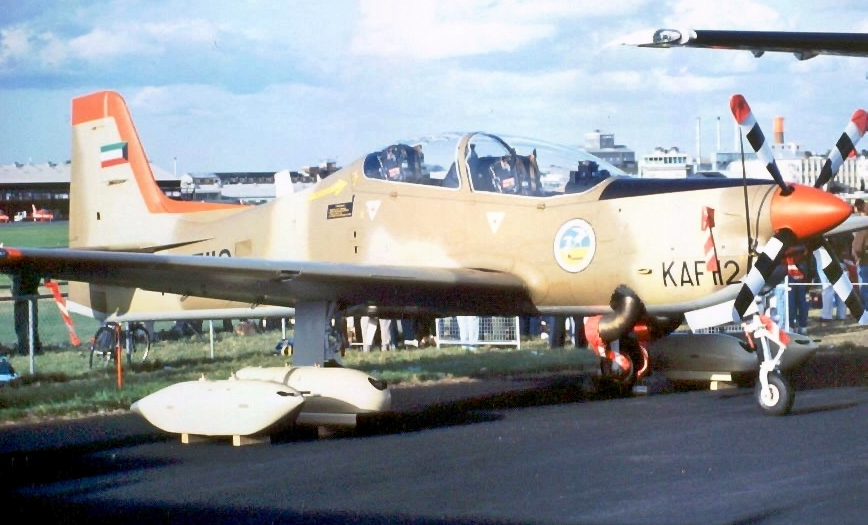
Short Tucano, Farnborough Airshow 1992.
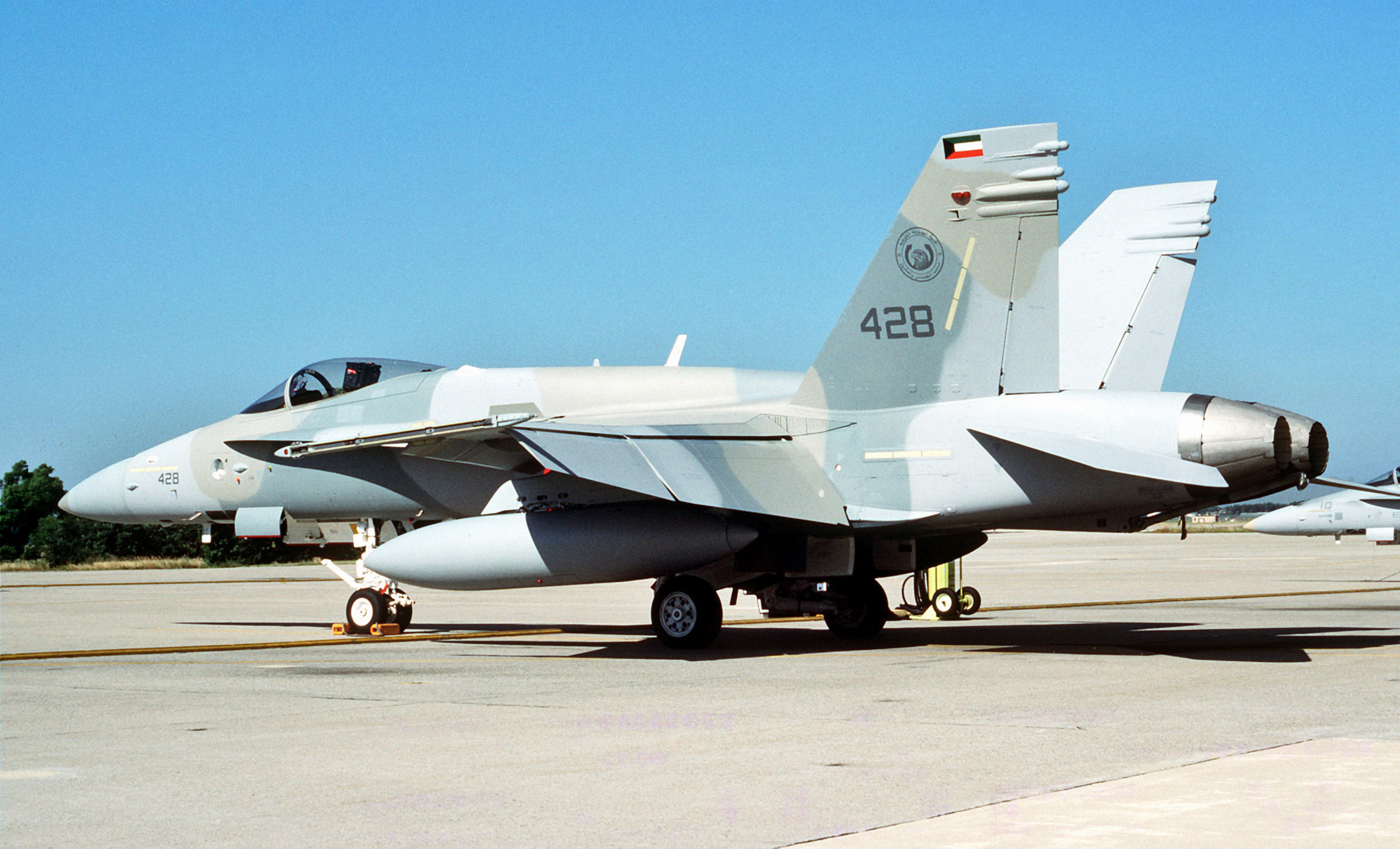
Kuvajtský KAF-18C Hornet, 1993.
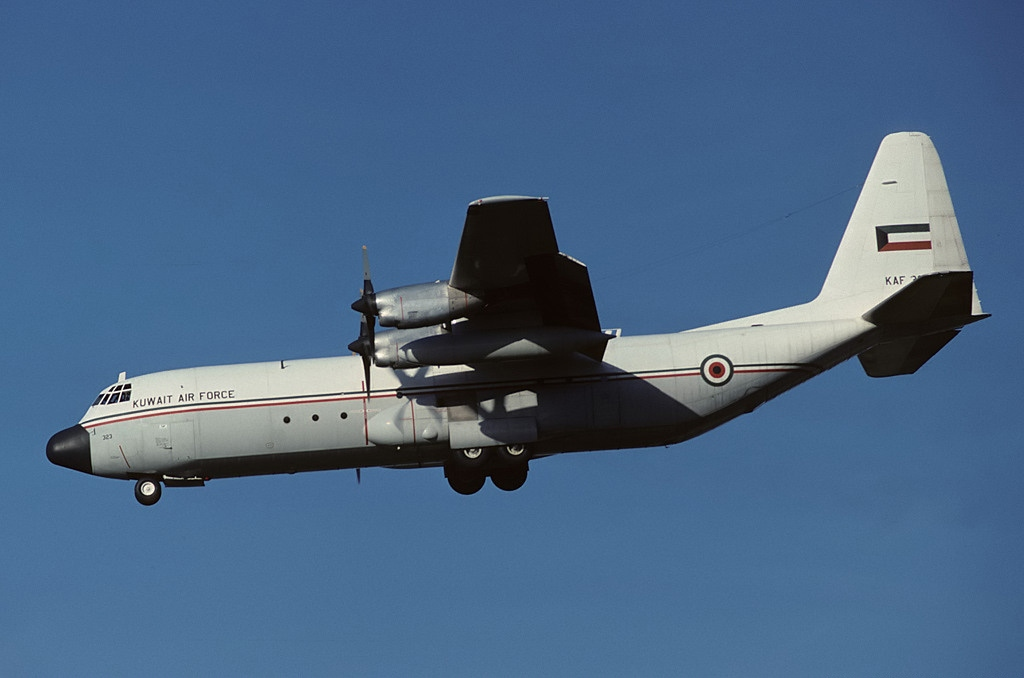
L-100-30 Hercules, 1999.
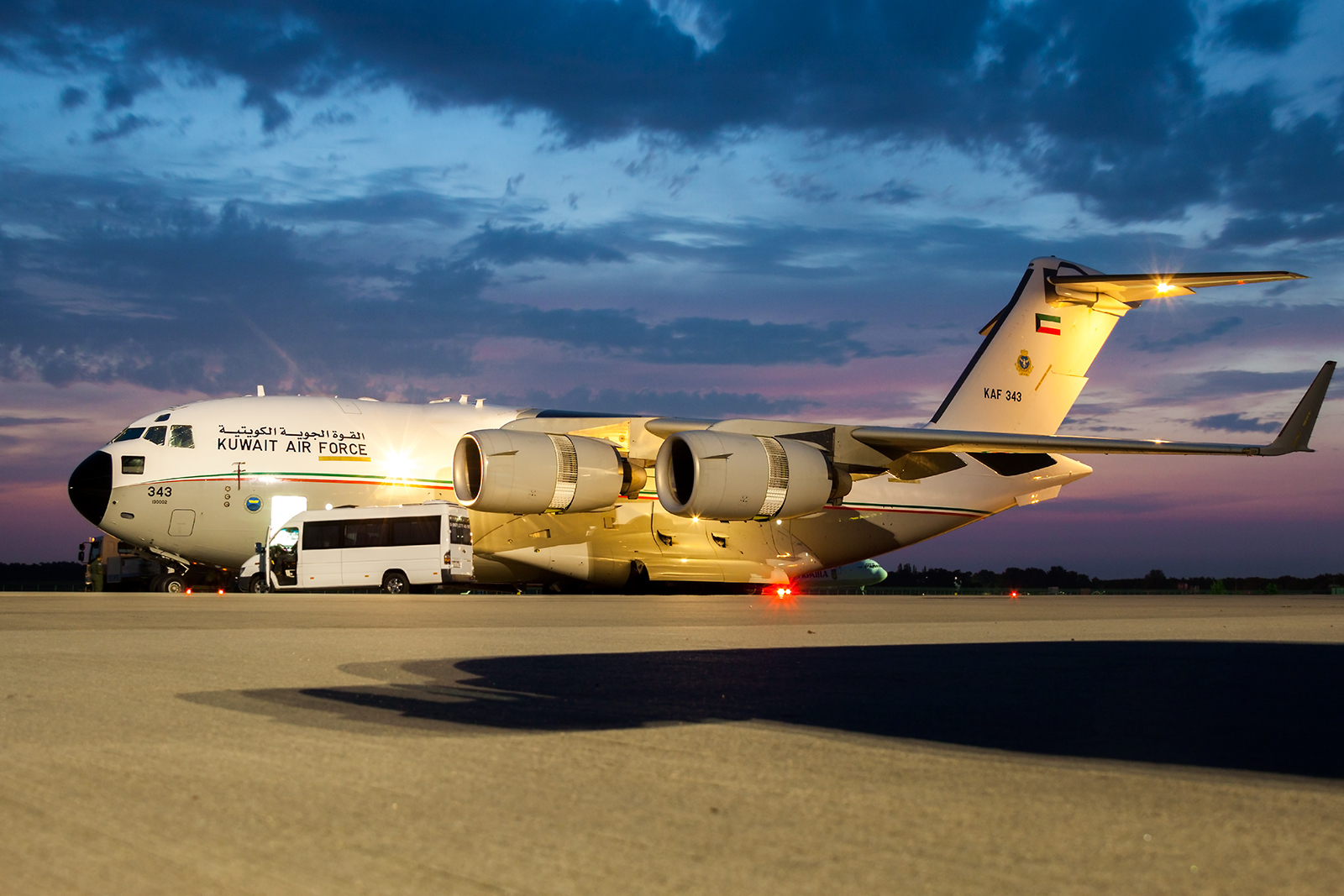
Boeing C-17 Globemaster III, 2016.